# 久保伸太郎
久保伸太郎（くぼ しんたろう、1944年（昭和19年）4月22日 - ）は、日本のジャーナリスト、実業家。日本テレビ放送網社長を務めた。栃木県出身。

## 略歴
- 1968年 - 慶應義塾大学経済学部卒業後、読売新聞社入社[1]。
- 1996年 - 日本テレビに出向、報道局次長[1]。
- 2000年 - メディア戦略局長。
- 2003年 - 取締役執行役員営業局長。
- 2004年 - 取締役常務執行役員。
- 2005年 - 代表取締役社長執行役員[1]。
- 2009年3月16日 - 取締役相談役執行役員。
- 2010年6月29日 - 取締役及び執行役員退任、相談役就任[2]。
- 2011年6月 - 読売新聞東京本社相談役（メディア戦略担当）、日本テレビ放送網顧問
- 2012年6月 - 読売新聞相談役、札幌テレビ放送監査役。
- 2018年6月28日 - 日本テレビ放送網顧問退任[3]。

## 人物
- 2008年11月23日の放送の『真相報道 バンキシャ!』の岐阜県庁裏金問題をめぐる誤報事件（岐阜県庁裏金誤報事件）で、2009年3月16日に責任をとり辞任。2010年6月29日には執行役員も退任した。

## 翻訳
- ジョセフ・S・ナイJr.（著）久保伸太郎（翻訳）『不滅の大国アメリカ』読売新聞社、1990年10月。ISBN 978-4643900828。